# Джордан Вали (град, Орегон)
Джордан Вали (на английски: Jordan Valley) е град в окръг Малхиър, щата Орегон, САЩ. Джордан Вали е с население от 239 жители (2000) и обща площ от 5,4 km². Намира се на 1336,6 m надморска височина. ЗИП кодът му е 97910, а телефонният му код е 541.